# Quedlinburg (stad)
Quedlinburg [ˈkwetlɪnbuʁk] is een Duitse stad, gelegen ten noorden van de Harz, in de Landkreis Harz. De stad telt 23.604 inwoners (31-12-2020). Sinds 1994 staan de stiftskerk van Sint-Servaas, het kasteel en het historisch centrum van de stad op de Werelderfgoedlijst. Van 1949 tot en met 1990 lag Quedlinburg binnen de communistische DDR.

## Geografie
De stad ligt net ten noorden van de Harz. Parallel aan dit middelgebergte liggen enkele heuvelachtige uitlopers. Op en rond een van deze heuvelrijen ligt Quedlinburg. Deze heuvelrij draagt de naam Quedlinburger Sattel en twee van zijn heuvels, de Münzenberg en de Schlossberg, liggen daadwerkelijk binnen de stad. Naar het noorden sluit de stad aan op de Noord-Duitse laagvlakte. Het stadscentrum ligt aan de westoever van de rivier de Bode. Het oude centrum is onder te verdelen in vier verschillende delen: De kroondomeinen op de beide heuvels, de Altstadt ten noorden van de Schlossberg, de Neustadt ten oosten van de Altstadt en de middeleeuwse voorstad Gröpern ten noorden van de Altstadt. Hieromheen zijn vanaf de negentiende eeuw nieuwe wijken verrezen. Dit geheel vormt de stadskern. Daarnaast bestaat Quedlinburg nog uit een aantal Ortsteilen: Münchenhof (vier km naar het noorden), Gersdorfer Burg (drie km naar het zuidoosten), Morgenrot (vier km naar het oosten) en Quarmbeck (vier km naar het zuiden).

## Geschiedenis

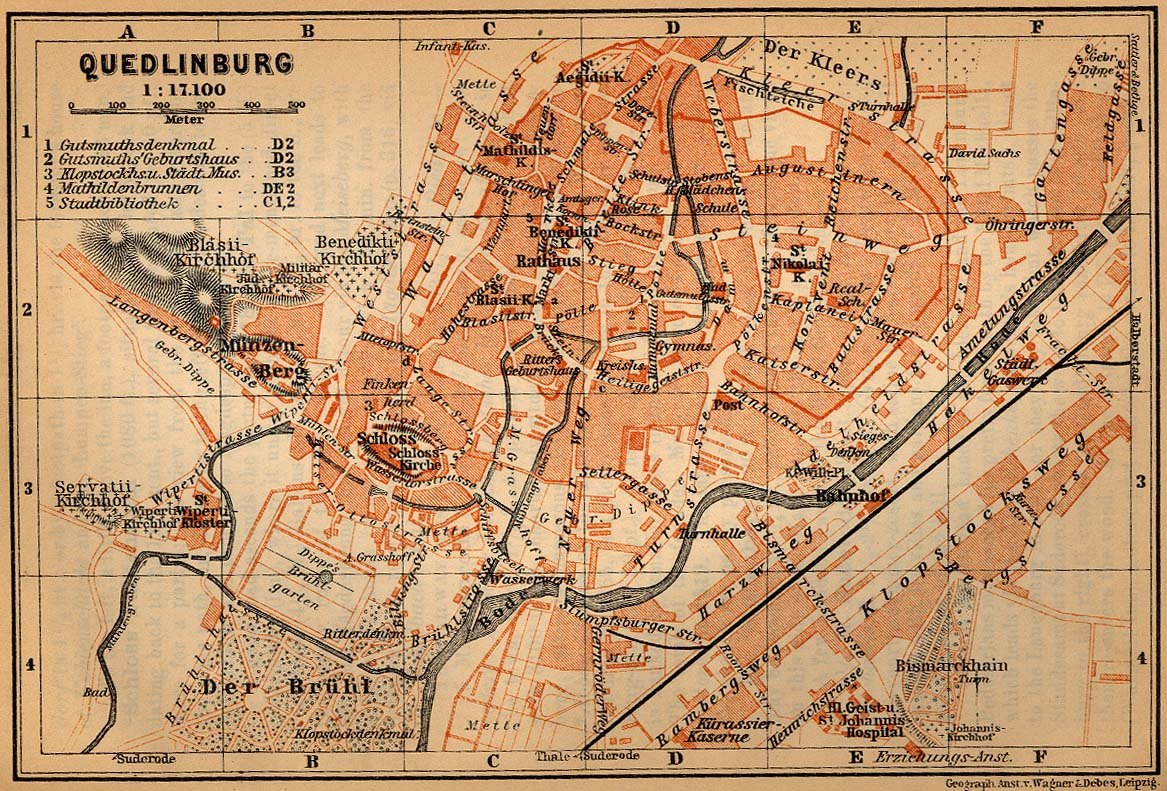
Kaart van Quedlinburg in 1910

Het gebied rond Quedlinburg is al sinds de oude steentijd bewoond. Aan het eind van de achtste eeuw worden voor het eerst plaatsen in de buurt van Quedlinburg, zoals Weddersleben en Ditfurt in oorkonden vermeld. De stichting van de Wigbertkerk als dochterklooster van de abdij van Hersfeld in de negende eeuw gaat ook nog aan de geschiedenis van Quedlinburg zelf vooraf.

### Middeleeuwen
De eerste vermelding van Quedlinburg stamt van 22 april 922 als villa quae dicitur Quitilingaburg. De Oost-Frankische koning Hendrik de Vogelaar had hier zijn favoriete palts, in ieder geval de palts waar het belangrijkste christelijke feest gevierd werd, namelijk Pasen. Het was ook bij deze palts dat Hendrik, tot dan Saksische hertog, tijdens de vogeljacht vernam dat zijn tegenstrever Koenraad I van Franken hem had aangewezen om zijn opvolger als Duits koning te worden. Na zijn kroning in 919 werd Quedlinburg de hoofdstad en daarmee feitelijk de toenmalige hoofdstad van het Heilige Roomse Rijk. Na de dood van Hendrik in 936 werd hij in de kapel van zijn palts op de Schlossberg begraven. Zijn weduwe Mathilde stichtte hier samen met zijn zoon Otto I een vrouwenabdij voor seculiere kanunnikessen om te bidden voor het zielenheil van de overleden koning. Mathilde verbleef tot haar dood in deze abdij van Quedlinburg en werd hier eveneens begraven. Vanaf 944 mocht de rijksvrije abdij zijn eigen munten slaan en mede hierdoor kon zich onderaan de Schlossberg een handelsstad ontwikkelen.
Tussen twee bestaande nederzettingen, Nördlingen en een dorp waarvan de naam niet is overgeleverd, begonnen zich handelaren en ambachtslieden te vestigen. In 994 kreeg dit dorp marktrechten en begon het snel te groeien. De handelaren van Quedlinburg hadden een tolvrijheid in het gehele Duitse rijk en dit droeg bij aan de voorspoed van de zich ontwikkelende stad. In de twaalfde eeuw werd een nieuwe stad aangelegd buiten de stadsmuur met een geometrisch stratenpatroon: de Neustadt. Deze voorstad ging in 1330 in Quedlinburg op en het geheel werd met een nieuwe stadsmuur omringd. Buiten deze muur ontstonden nog enkele nieuwe nederzettingen, zoals Gröpern.
In 1384 sloot de stad zich aan bij het Nedersaksische stedenverbond (Niedersächsischen Städtebund) dat in 1426 opging in de Hanze. Het zelfbewustzijn van de Hanzestad Quedlinburg werd met de oprichting van het Rolandstandbeeld in 1427 bekrachtigd. De stad ging zich steeds meer als een vrije rijksstad gedragen, wat ook blijkt uit de rijksadelaar die men in deze periode in het stadswapen ging voeren. In weerwil van dit streven naar een grotere onafhankelijkheid van de abdij was haar abdis formeel nog een prinses-abdis en daarmee heerser over de stad. Onder abdis Hedwig van Saksen bleek dat de stad zijn hand overspeeld had. In 1477 liet zij haar macht gelden en kwam het tot een gewapend conflict. De abdis riep de hulp van haar broers, Ernst en Albrecht van Saksen in. De burgerij van Quedlinburg was geen partij voor het Wettiner leger en de stad werd onderworpen. Het Rolandstandbeeld werd verwoest en de stad moest het Hanzeverbond verlaten.

### Nieuwe Tijd
Hoewel Quedlinburg zijn handelsmacht hiermee verloren had en de stad niet meer verder groeide, bleef het de stad economisch voor de wind gaan. De economie steunde voornamelijk op de agrarische sector. Zeker na afloop van de Dertigjarige Oorlog bloeide de stad op: de meeste van de bewaard gebleven vakwerkhuizen dateren uit deze periode. De stad ontwikkelde zich tot een centrum voor de kweek van bloemen en zaaigoed. De voogdij over de abdij werd in 1697 door het keurvorstendom Saksen verkocht aan het keurvorstendom Brandenburg. De stad werd hierop in 1698 deel van Brandenburg-Pruisen. Met het Reichsdeputationshauptschluss in 1803 wordt uiteindelijk het abdijvorstendom Quedlinburg opgeheven en gingen de gebouwen op de Schlossberg over in Pruisische handen. Tussen 1807 en 1813 was Quedlinburg deel van het Napoleontische Koninkrijk Westfalen. Op economisch gebied was rondom Quedlinburg vooral de teelt en veredeling van kruiden, sierbloemen en -planten, alsmede de handel in zaad daarvan van betekenis.

### Twintigste eeuw
In nazi-Duitsland werd de geschiedenis van Quedlinburg door Heinrich Himmler aangegrepen voor propagandadoeleinden. Op 2 juli 1936 werd het overlijden van Hendrik de Vogelaar grootschalig herdacht. Vanaf dat jaar werden op die datum de plechtigheden, die onderdeel waren van de Derde-Rijkideologie, herhaald. De Sint-Servaaskerk en de crypte van de Sint-Wigbertkerk werden ingericht als SS-heiligdommen. In 1937 werd het gebeente van Hendrik de Vogelaar ceremonieel herbegraven. Na het einde van de Tweede Wereldoorlog werden de beenderen als onbeholpen vervalsingen ontmaskerd.
Aan zware bombardementen is Quedlinburg tijdens de Tweede Wereldoorlog ontkomen, alleen de torenhelmen van de Servaaskerk raakten bij artilleriebeschietingen beschadigd. De historische binnenstad is in de periode dat Quedlinburg bij de DDR hoorde, sterk verwaarloosd. Sinds de Duitse hereniging in 1990 is langzamerhand weer geld beschikbaar gekomen voor restauratie. In de DDR-tijd stond er in de stad een grote fabriek waar artikelen werden geproduceerd op het gebied van meet- en regeltechniek.

## Demografie

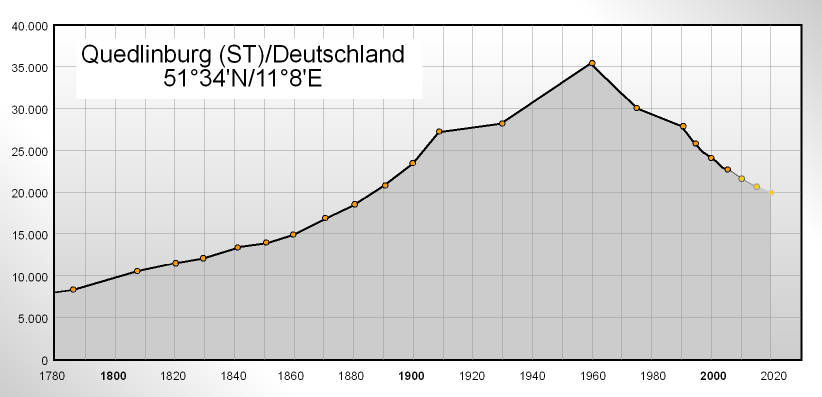
Verloop inwonersaantal 1785-2005 en prognose tot 2020

Vanaf het einde van de middeleeuwen tot in de negentiende eeuw is de bevolkingsomvang van Quedlinburg ongeveer gelijk gebleven met maximaal 10.000 inwoners. Met de industrialisatie kwam daar verandering in en groeide de bevolking snel. Het maximumaantal inwoners werd met 35.426 in 1950 bereikt. Sindsdien krimpt de bevolking echter weer geleidelijk. Zeker sinds de hereniging van 1990 gaat het snel. Veel inwoners trekken weg vanwege de aanhoudende werkloosheid en bovendien daalt ook het geboortecijfer.

### Leeftijdsverdeling
In de hiervolgende tabel is de leeftijdsverdeling van Quedlinburg op 31 december 2007 weergegeven.
| Leeftijd van-tot | 0–16  | 16–18 | 18–25 | 25–35 | 35–45 | 45–60 | >60   | totaal |
| ---------------- | ----- | ----- | ----- | ----- | ----- | ----- | ----- | ------ |
| inwoneraantal    | 2.450 | 417   | 1.971 | 2.334 | 3.092 | 5.094 | 6.551 | 21.909 |
| percentage       | 11,2  | 1,9   | 9,0   | 10,7  | 14,1  | 23,3  | 29,9  | 100,0  |

## Politiek en bestuur
De gemeenteraad van Quedlinburg bestaat uit 36 raadsleden en werd op 13 juni 2004 voor vijf jaar gekozen. De opkomst was bij deze verkiezing 34,7% en was daarmee een van de laagste in Duitsland. Op 7 juni 2009 zijn de nieuwe raadsverkiezingen.
De zetelverdeling 2004-2009 is in de tabel hieronder gegeven.
| partij           | aantal stemmen | percentage | aantal zetels |
| ---------------- | -------------- | ---------- | ------------- |
| CDU              | 4.593          | 23,5       | 8             |
| Die Linke        | 3.672          | 18,8       | 7             |
| SPD              | 3.325          | 17,0       | 6             |
| FDP              | 2.537          | 13,0       | 5             |
| B.'90/Die Grünen | 1.138          | 5,8        | 2             |
| NPD              | 550            | 2,8        | 1             |
| Freie Wähler     | 3.724          | 19,1       | 7             |

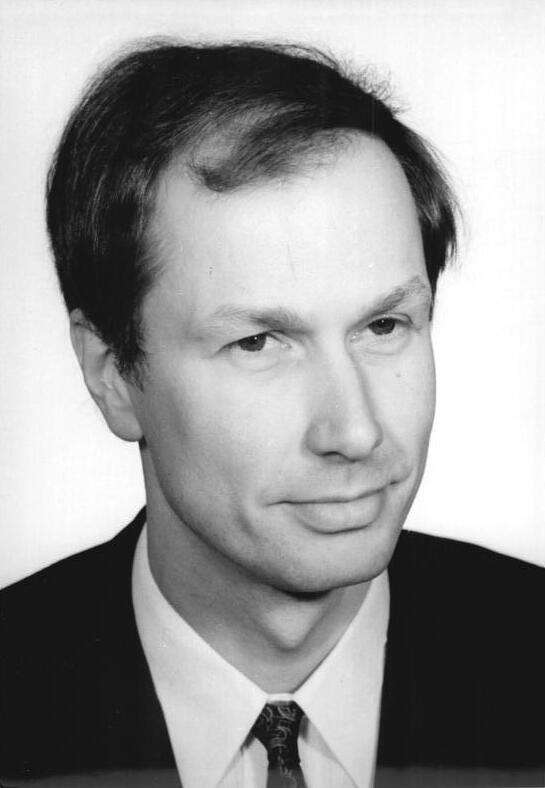
Burgemeester Eberhard Brecht in 1990

De burgemeester van Quedlinburg, Eberhard Brecht (geboren 20 februari 1950 in Quedlinburg), werd op 2 maart 2008 herkozen met 50,5% van de stemmen. Brecht (SPD) was ook van 2001 tot 2008 burgemeester. Daaraan voorafgaand was hij van 1990 tot 2001 voor dezelfde partij lid van de Bondsdag.

## Cultuur

### Stiftskerk, kasteel en historisch centrum

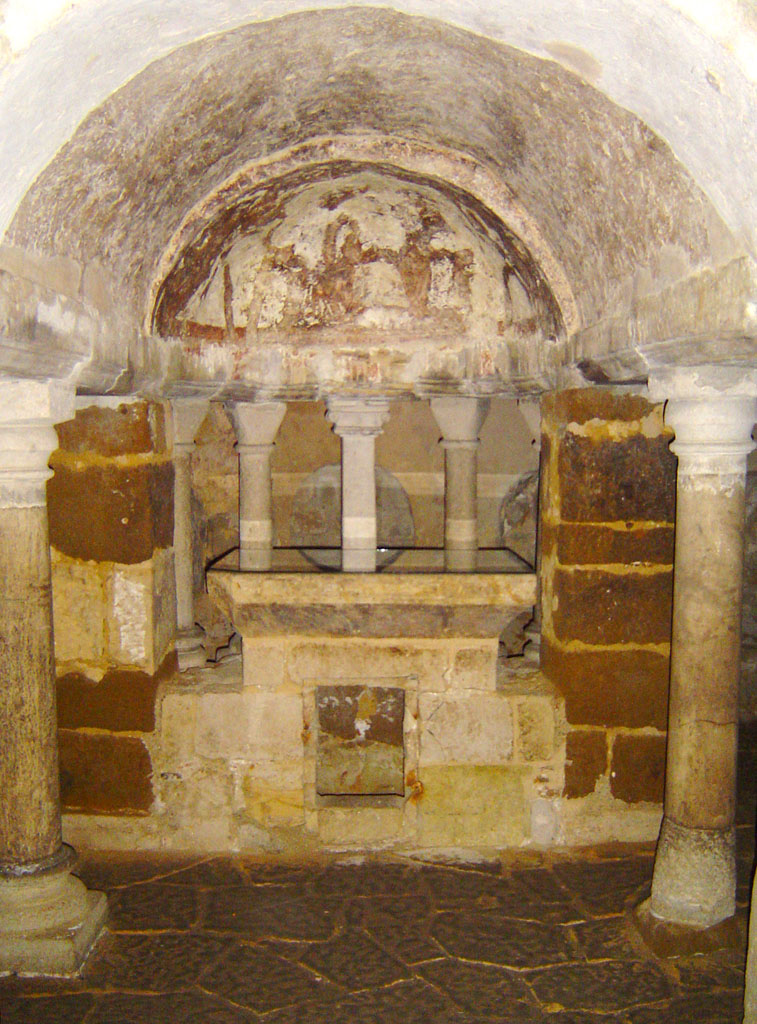
De crypte van de Sint-Wigbertkerk

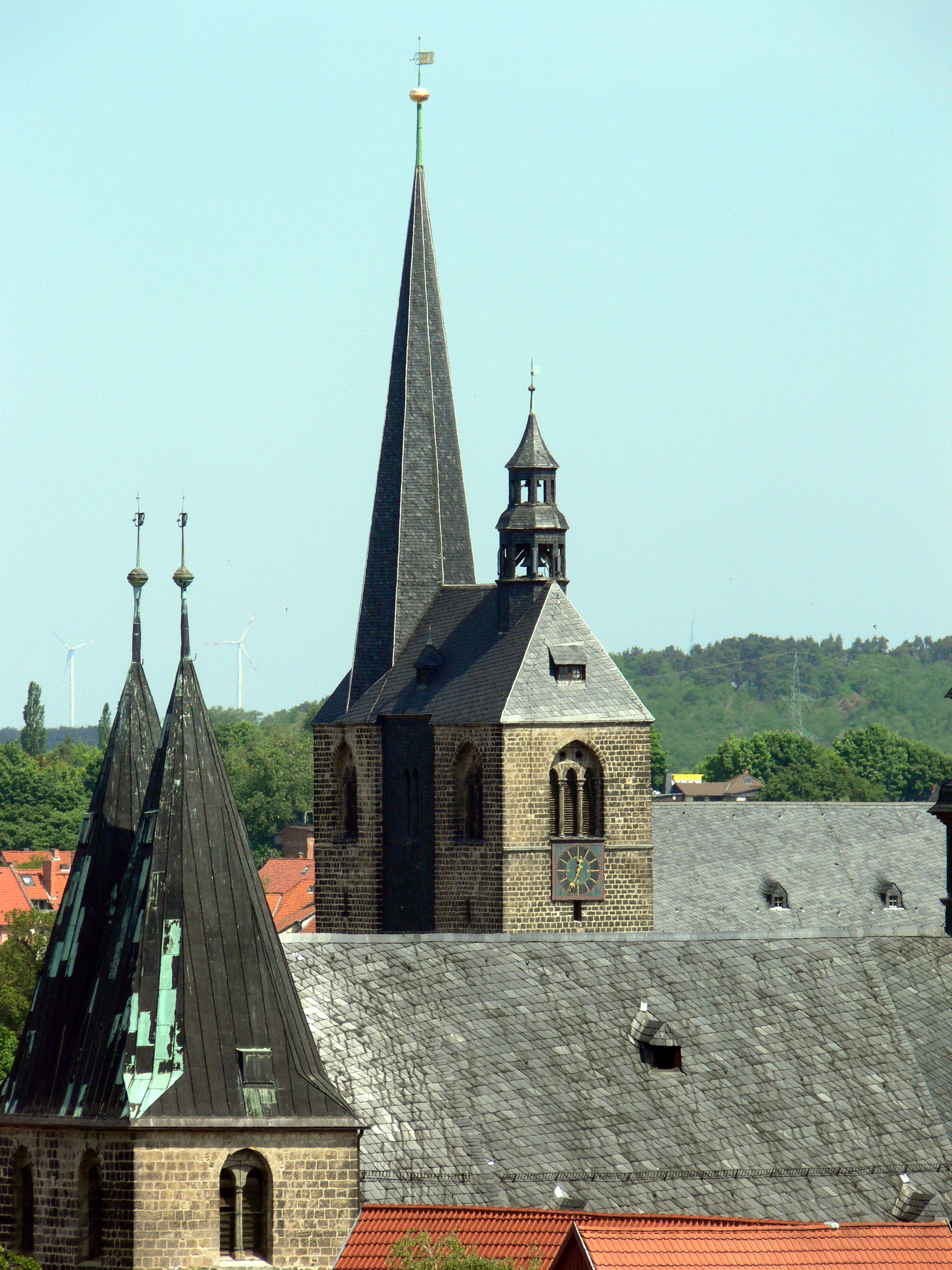
Zicht op de torens van de Blasiuskerk (voor) en de Benedictuskerk

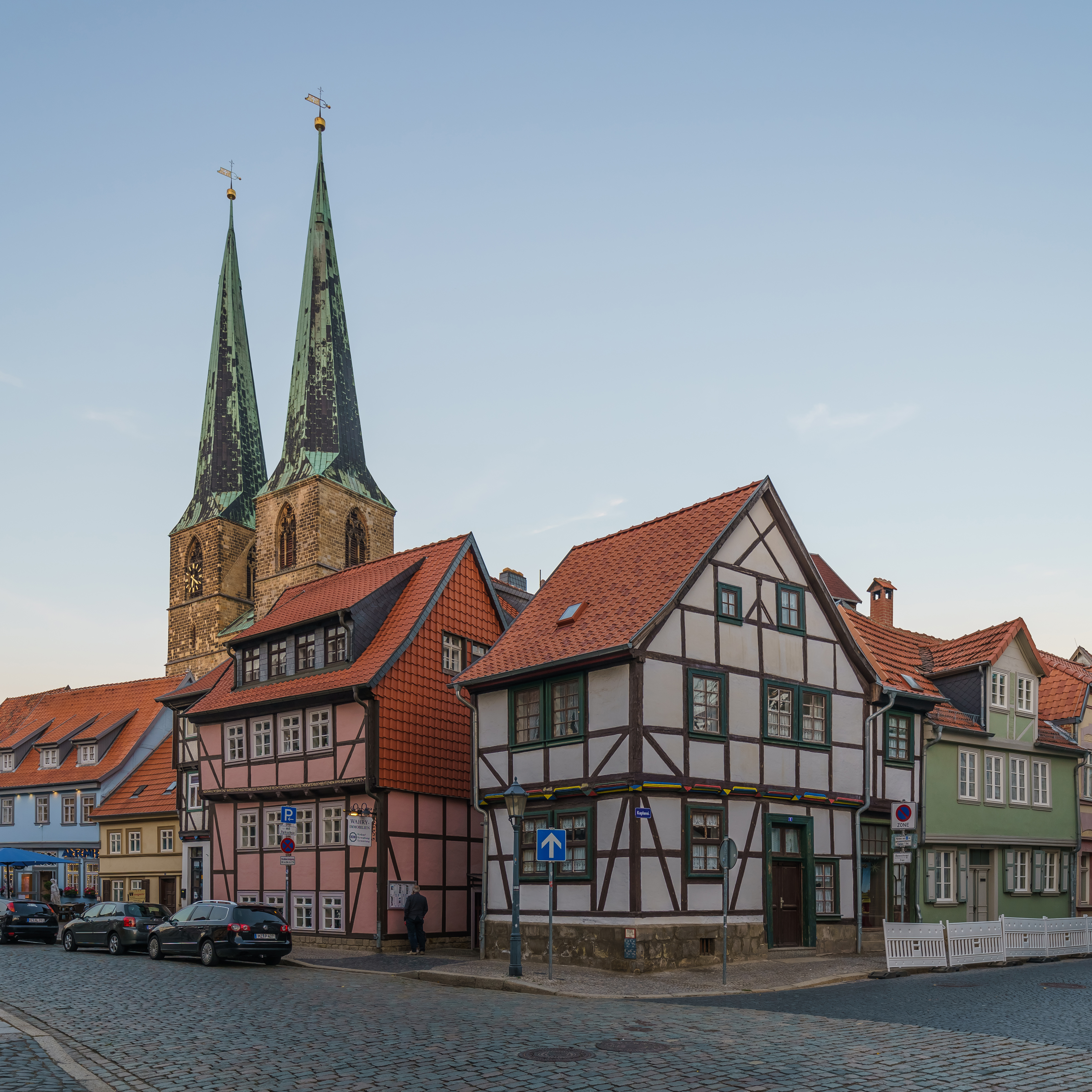
De torens van de Nicolaaskerk

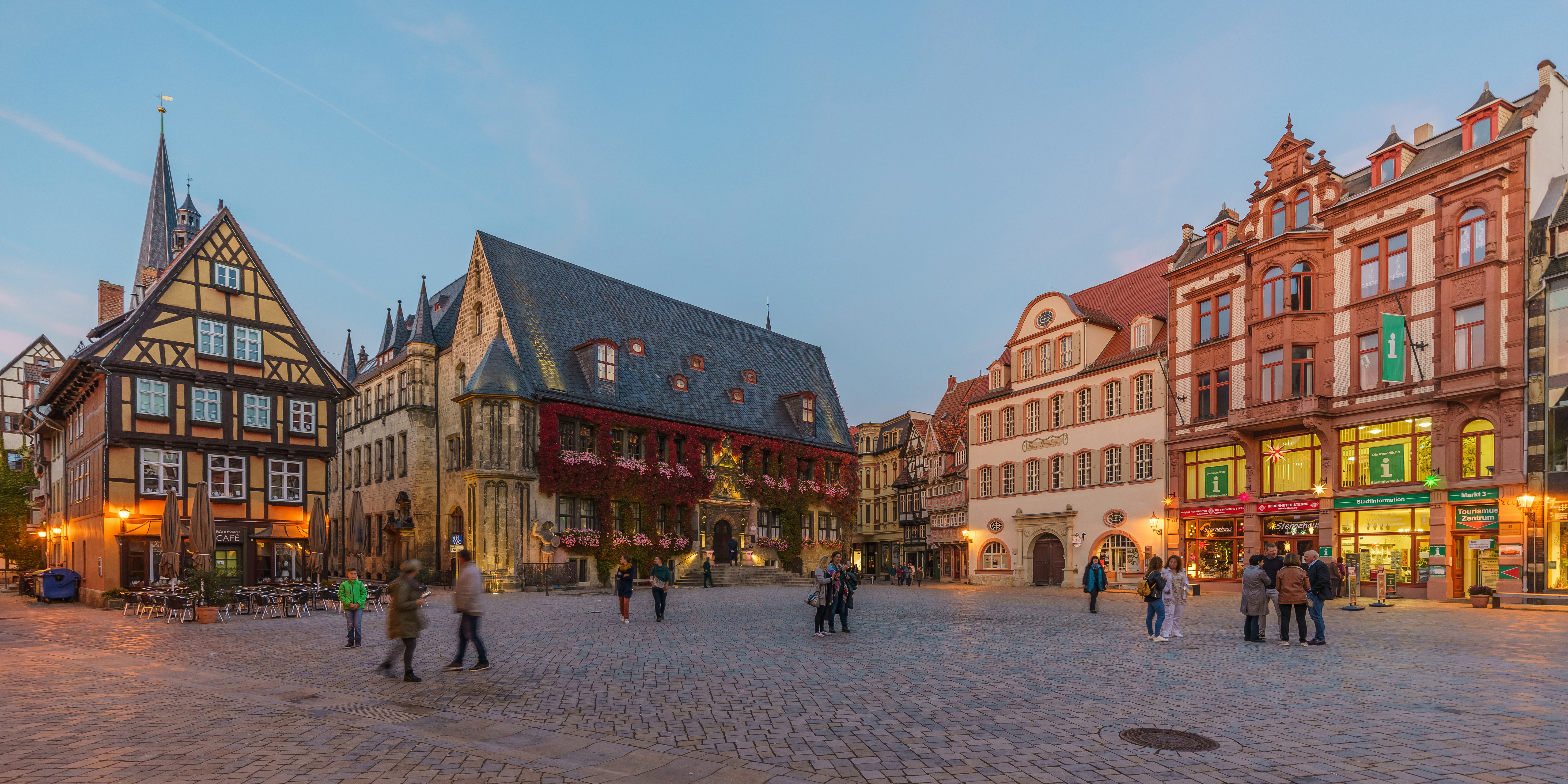
Het raadhuis van Quedlinburg met links het Rolandstandbeeld

Sinds 1994 staan de stiftskerk van Sint-Servaas, het kasteel en het historisch centrum van de stad op de Werelderfgoedlijst van de UNESCO. Argumenten hiervoor vormen de geschiedenis als koningsstad, het middeleeuwse stratenpatroon, het zeer grote aantal oude en bijzondere vakwerkhuizen en de stiftskerk als hoogtepunt van romaanse bouwkunst.
Het stratenpatroon van de binnenstad van Quedlinburg is sinds de middeleeuwen nauwelijks gewijzigd. Aan de plattegrond is de ontwikkeling van de stad met de verschillende ontstaanskernen en uitbreidingen daardoor goed af te lezen. Ten eerste is er de oude stad van Quedlinburg die van de tiende eeuw organisch gegroeid is ten noorden van de slotberg. Aan de oostzijde hiervan werd buiten de stadsmuur in de twaalfde eeuw een nieuwe stad aangelegd met een geometrisch stratenpatroon: de Neustadt. Deze voorstad ging in 1330 in Quedlinburg op en het geheel werd met een nieuwe stadsmuur omringd. Buiten deze muur ontstonden nog enkele nieuwe nederzettingen, zoals Gröpern.
De binnenstad omvat 1327 vakwerkhuizen. Hiervan zijn er minstens 11 voor 1530 gebouwd, 70 tussen 1531 en 1620, meer dan 439 tussen 1621 en 1700, ongeveer 552 tussen 1700 en 1800 en nog eens 255 in de negentiende en twintigste eeuw. Opvallende voorbeelden zijn het Haus Grünhagen (1701), het gildehuis Zur Rose (1612) en de Weißer Engel (1623). Ook de in steen gebouwde stadspaleisjes Salfeldtsches Palais (1737) en het Hagensches Freihaus (1564-1566) dragen bij aan het authentieke stadsbeeld.
Van de stadsmuur uit 1330 zijn nog grote delen behouden samen met een tiental muurtorens. De vier stadspoorten zijn wel alle verloren gegaan.

#### Stiftskerk en kasteel
Hoog uittorenend boven het historische centrum van Quedlinburg staan het kasteel en de stiftskerk naast elkaar op de slotberg.
- Sint-Servaaskerk (St. Servatii)Het voornaamste monument is onmiskenbaar de romaanse Sint-Servaaskerk. Het huidige bouwwerk is de vierde kerk die op deze plaats verrees nadat Hendrik de Vogelaar rond het jaar 936 hier een paleiskapel liet bouwen. De kerk zoals hij er nu staat, stamt grotendeels uit het einde van de elfde eeuw en is een vlakgedekte kruisbasiliek. De kerk heeft twee westtorens en een transept dat nauwelijks buiten de zijschepen uitsteekt. Het hoogkoor ligt boven de crypte met de graven van verschillende abdissen van de Abdij van Quedlinburg en werd rond 1320 in gotische stijl opgetrokken. Het middenschip en de zijbeuken worden gescheiden door afwisselend een kolom en twee zuilen: een zogenaamd alternerend stelsel. Zowel de zuilen als de kolommen zijn voorzien van kapitelen met typisch romaans beeldhouwwerk.
- Kasteel Het oorspronkelijke kasteel is begin tiende eeuw gebouwd door koning Hendrik de Vogelaar. Na zijn overlijden in 936 stichtte zijn weduwe, de heilige Mathilde er een abdij. Het huidige kasteel is ontstaan uit de gebouwen van deze zeer rijke abdij en bestaat uit een vijftiende-eeuwse kasteelpoort en een slot met fraaie zestiende-eeuwse gevels in renaissancestijl.

#### Overige kerken

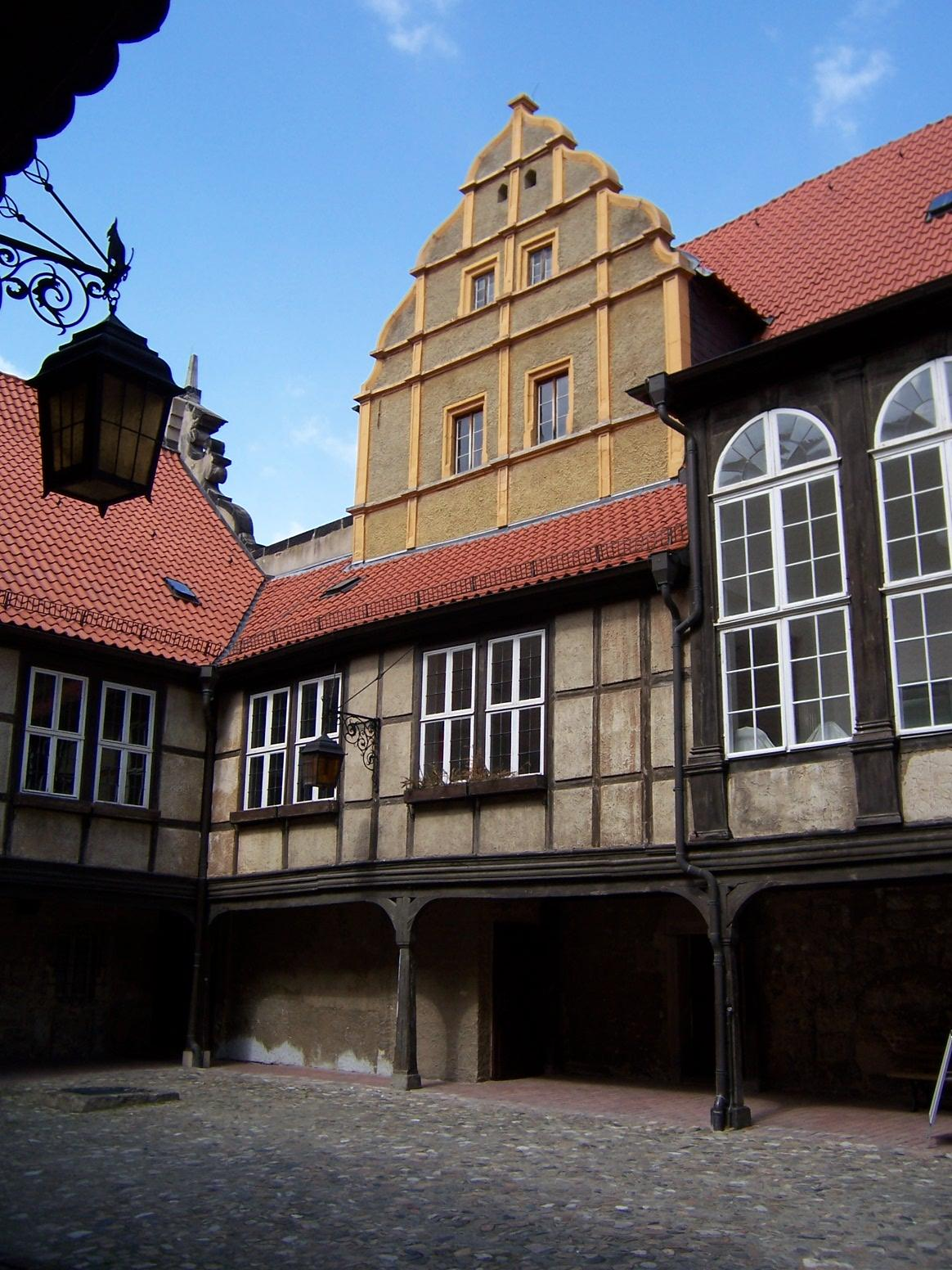
Het Schlossmuseum

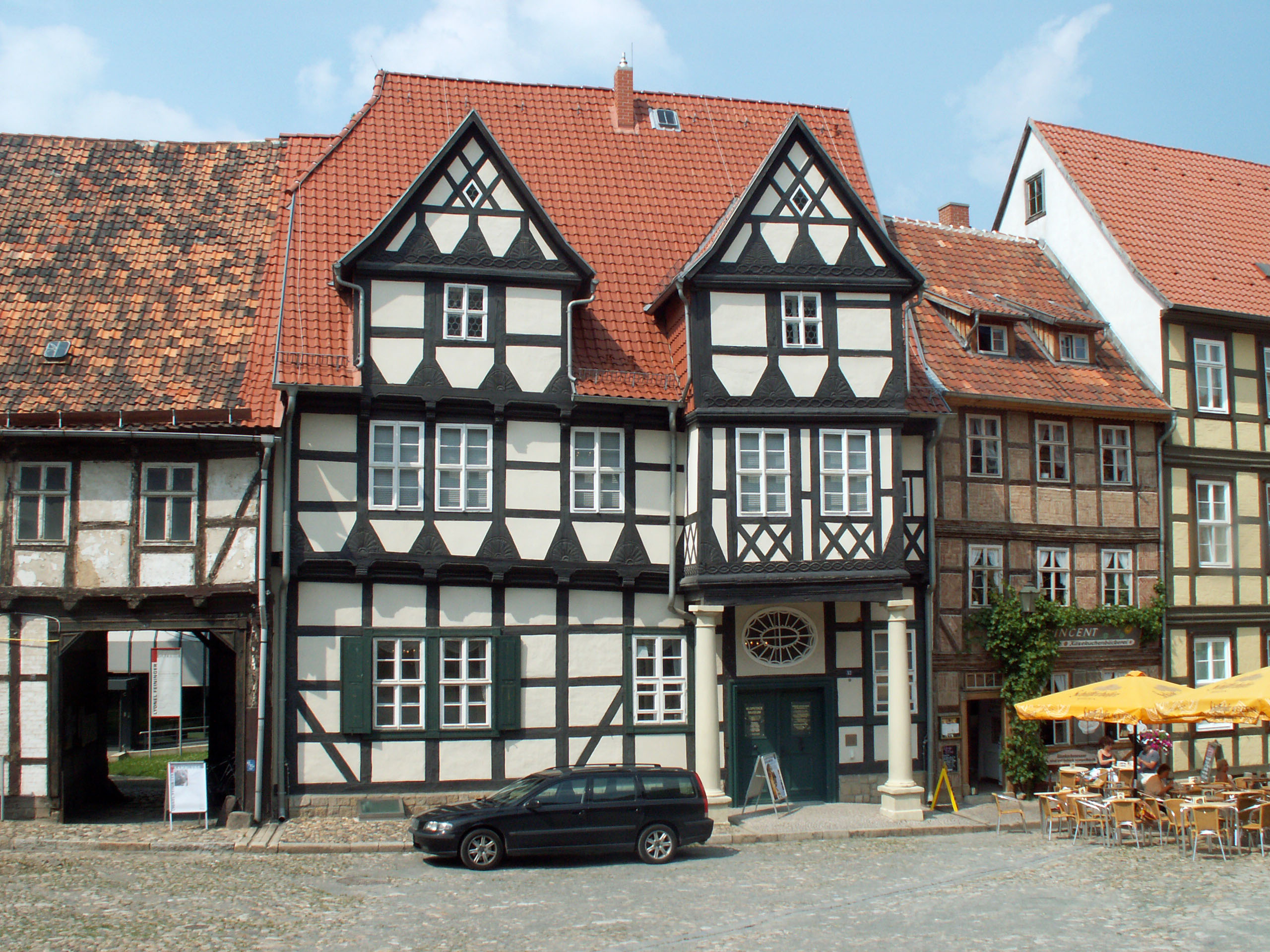
Het Klopstockhaus

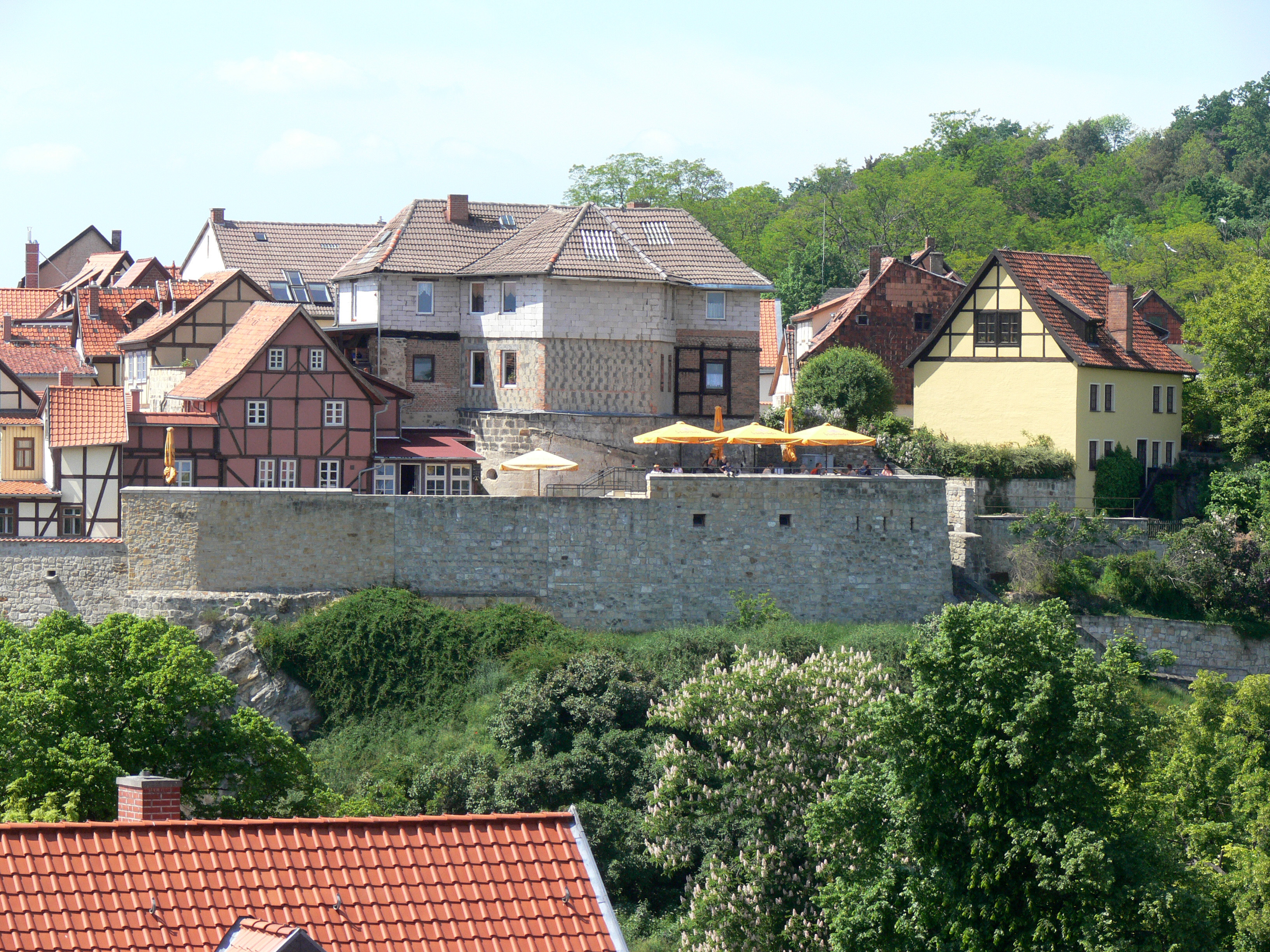
Uitzicht op de Münzenberg vanaf de Schlossberg

- Sint-Wigbertkerk (Wipertikirche)
Naast de Servaaskerk herbergt Quedlinburg nog vijf middeleeuwse parochiekerken. De oudste hiervan is de Sint-Wigbertkerk (Wipertikirche) die behalve aan Sint-Wigbert ook gewijd is aan Jakobus de Meerdere. De kerk bevindt zich ten zuidwesten van de Schlossberg op het terrein van het hof van Hendrik de Vogelaar. Waarschijnlijk werd de kerk in de negende eeuw gesticht. Het oudste gedeelte van de huidige kerk is de Ottoonse omgangscrypte met zijn boognissen en paddenstoelkapitelen.[6] De crypte dateert uit de tiende eeuw en is daarmee het enige monument in Quedlinburg dat stamt uit de periode dat de stad hoofdstad van Duitsland was. De rest van de kerk is iets jonger en werd halverwege de twaalfde eeuw gebouwd als een Premonstratenzerklooster. Het is een sobere romaanse kerk met een ziende kap. Sinds 1547 fungeerde de kloosterkerk als parochiekerk, een functie die de kerk aan het begin van de negentiende eeuw echter weer verloor. Hierna werd kerk voor bijna anderhalve eeuw gebruikt als schuur. Gedurende de naziperiode werd de kerk vanwege zijn ouderdom en de verbinding met Hendrik de Vogelaar ingericht als een naziheiligdom, net zoals de Sint-Servaaskerk. Na 1945 werd het gebouw weer in gebruik genomen als kerk.[7]

- Sint-Benedictuskerk
De Sint-Benedictuskerk (Benediktikirche of Marktkirche) staat aan de markt van de Altstadt en is een laatgotische hallenkerk uit de vijftiende eeuw waarin resten zijn verwerkt van een eerdere romaanse kerk op die plaats. De tweetorenfaçade met de verschillende spitsen is in een overgangsstijl tussen romaans en gotisch gebouwd. De kerk wordt voor het eerst vermeld in 1233 maar is zeker ouder. Het was de parochiekerk van de handelsnederzetting die naast de Schlossberg verrees.[8]

- Blasiuskerk
De Blasiuskerk (Blasiikirche) is mogelijk in stichting de oudste parochiekerk van Quedlinburg. Nog voordat er naast de Schlossberg handelaren neerstreken, lag hier een dorpje waarvan de naam niet overgeleverd is.[9] Dit dorp bevond zich aan de zuidkant van de huidige Altstadt en is later in Quedlinburg opgegaan. Van deze periode resteert nog de onderbouw van de zware westtoren uit ca. 1000. Achter deze toren met de dubbele spits werd in de dertiende eeuw een nieuwe gotische kerk gebouwd. Deze werd op zijn beurt tussen 1714 en 1723 vervangen door een barok octogonaal kerkschip. Bezienswaardig in het interieur is de houten tribune. Tegenwoordig is de kerk in gebruik als tentoonstellings- en concertruimte.

- Sint-Nicolaaskerk
De Sint-Nicolaaskerk (Nikolaikirche) is de parochiekerk van de Neustadt. Deze drieschepige hallenkerk werd tussen de dertiende en de vijftiende eeuw op de plaats van een romaanse kerk gebouwd.[10] De twee westtorens zijn 72 meter hoog. Volgens een legende is de bouw van de beide torens gefinancierd door een schaapsherder die op een akker een schat gevonden had. De beelden van herder en herdershond die op de hoeken van de torens stonden herinneren aan dit verhaal. Tegenwoordige staan de beelden in de kerk.

- Sint-Egidiuskerk
De Sint-Egidiuskerk (Ägidiikirche) was oorspronkelijk de parochiekerk van het dorp Nördlingen en is ook in stichting ouder dan Quedlinburg zelf. Het huidige bouwwerk is een drieschepige laatgotische hallenkerk. In 1643 verloor de kerk de noordelijke toren van zijn twee westtorens door een blikseminslag. De toren werd niet meer herbouwd.

#### Andere monumenten
- Raadhuis
Het Raadhuis van Quedlinburg stamt in de huidige vorm uit 1616. De oudste vermelding van een raadhuis op deze plaats dateert van 1310. Het renaissanceportaal dat toegang geeft tot het twee verdiepingen hoge gebouw wordt bekroond door een beeld dat de godin Abundantia voorstelt. Tegen de gevel van het raadhuis staat het Rolandstandbeeld dat de stedelijke onafhankelijkheid symboliseert. Met 2,75 meter lengte is dit beeld van ridder Roland een van de kleinste van Duitsland. Het werd in 1427 opgericht maar al in 1477 zwaar beschadigd tijdens de opstand tegen abdis Hedwig van Saksen. Pas in 1869 werd het beeld gerestaureerd.

### Musea
- Schlossmuseum
In dit stedelijk museum wordt de geschiedenis van Quedlinburg in het algemeen en die van de Schlossberg in het bijzonder uit de doeken gedaan. Het museum is gevestigd in de drie vleugels van het renaissancistische kasteel uit de zestiende en zeventiende eeuw dat de Schlossberg bekroont. Het interieur van het kasteel is zeer bescheiden doordat Jérôme Bonaparte de gehele inboedel liet verkopen mede om de Orde van de Kroon van Westfalen te financieren. In de collectie bevinden zich onder andere archeologische vondsten. Ook zijn er enkele stijlkamers te bezichtigen. In de gewelven van de kelder, die uit tiende eeuw stamt, is het oudste stucco van Duitsland te vinden en is een tentoonstelling over de Ottonen ingericht. Hier wordt informatie gegeven over de palts van Quedlinburg en wordt het misbruik van de middeleeuwse geschiedenis van Quedlinburg voor propagandadoeleinden tijdens het Nationaalsocialisme belicht.

- Domschatkamer
De schatkamer van de Sint-Servaaskerk bevindt zich in de transeptarmen van de kerk. Hoewel niet zo omvangrijk meer als vroeger (een inventaris uit de elfde eeuw beschrijft 96 objecten) is dit een van de belangrijkste kerkschatten van Duitsland. De collectie omvat bijvoorbeeld een reliekenkistje van Sint-Servaas uit de negende eeuw, het Karolingische Samuhel-evangeliarium en een rituele ivoren kam.

- Lyonel-Feininger-Galerie
Dit museum werd in 1986 geopend en is gewijd aan het werk van de Amerikaanse schilder Lyonel Feininger. De kern van de collectie bestaat uit de verzameling van de Bauhausarchitect Hermann Klumpp. Naast werk van Feininger zijn er in het museum ook schilderijen te vinden van Lovis Corinth, Wassily Kandinsky, Paul Klee en Emil Nolde.[11]

- Klopstockhaus
Het geboortehuis van Friedrich Gottlieb Klopstock is sinds 1899 een museum. In het vakwerkhuis uit 1560 zag de dichter in 1724 het levenslicht. Het museum informeert de bezoeker over het leven en werk van deze dichter die grote invloed had op onder anderen Goethe. Daarnaast komen ook Quedlinburgse tijdgenoten van Klopstock in het museum aan bod.

- Vakwerkmuseum
Met ongeveer 1300 vakwerkhuizen is Quedlinburg de vakwerkhoofdstad van Duitsland. In dit museum, een vakwerkhuis uit 1346/1347, wordt uitleg gegeven over deze bouwwijze door de eeuwen heen. Ook restauraties en reconstructies komen aan bod. De collectie omvat modellen van verschillende bouwstijlen, voorbeelden van verschillende soorten (historische) houtverbindingen en timmermansgereedschap.

- Glasschilder- en handvaardigheidmuseum
In dit interactieve museum wordt de geschiedenis en techniek van de Quedlinburger glasschilderkunst belicht.

- Gewelfkelder Weiße
Onder dit voormalige pakhuis bevindt zich een zeer diepgelegen overwelfde kelder uit de dertiende eeuw. De kelder staat ondergronds in verbinding met het burchtcomplex en werd oorspronkelijk gebruikt om wijn voor het klooster vorstvrij te kunnen bewaren. De kelder wordt nu gebruikt als tentoonstellingsruimte.

- Museum voor modelspoorwegen en historisch speelgoed
Museum met een collectie van ongeveer 3000 modeltreinen

- Münzenbergmuseum
De Münzenberg is naast de Schlossberg de tweede heuvel in het stadshart van Quedlinburg. Tot aan de verwoesting tijdens de Boerenoorlog bevond zich hier een klooster. Resten van dit klooster bevinden zich onder de huidige bebouwing van de Münzenberg. In het museum is aandacht voor het klooster en het leven in de karakteristieke wijk Münzenberg.[12]

### Terugkerende evenementen
Rond Pasen vindt in de stad het Kaiserfrühling plaats: Een gekostumeerde optocht waarbij de middeleeuwse geschiedenis van de stad herdacht wordt.
Tussen juni en oktober worden in het kader van de Quedlinburger Musiksommer klassieke concerten georganiseerd in de Sint-Servaaskerk.

## Verkeer en vervoer

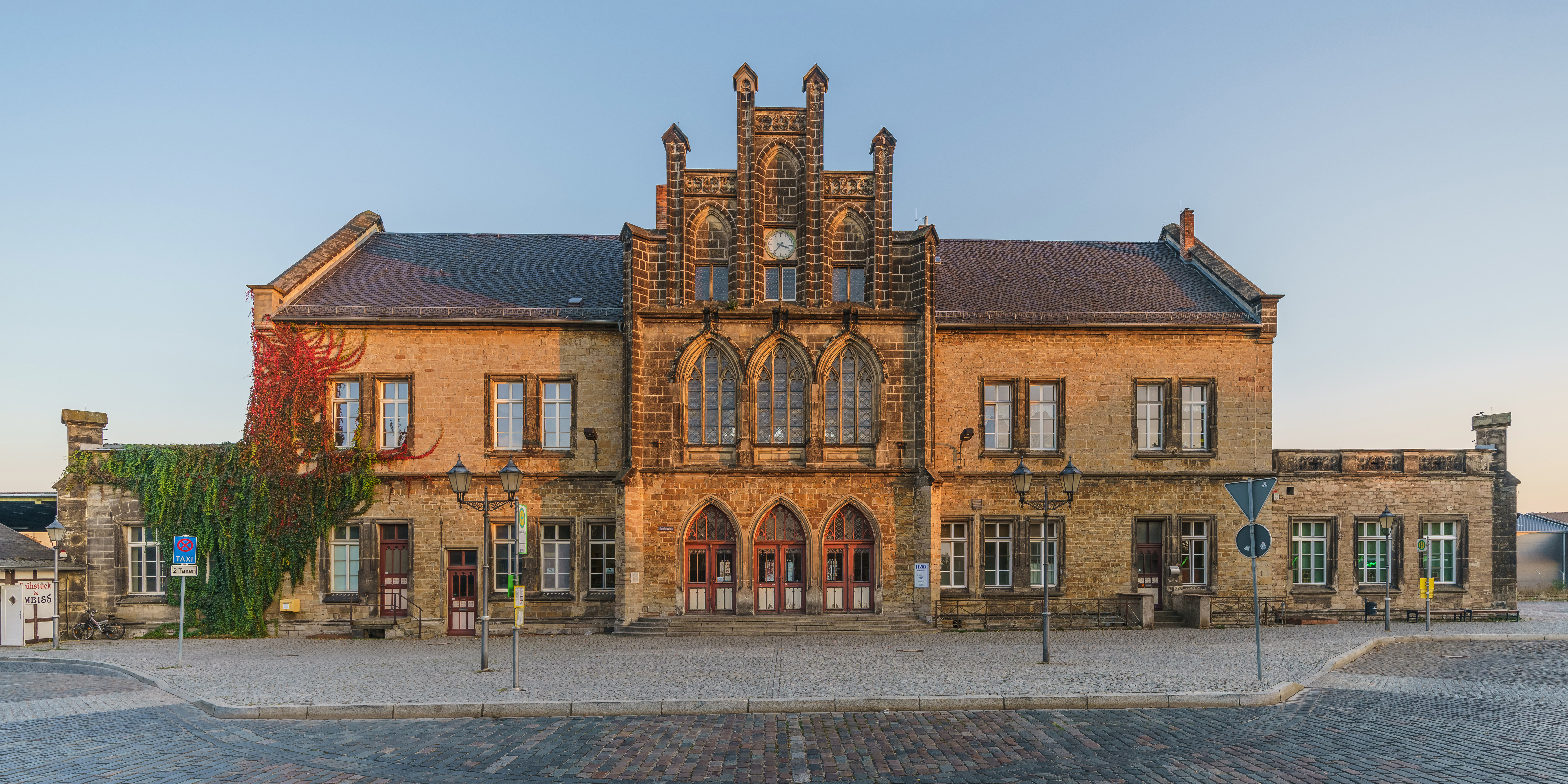
Het neogotische stationsgebouw van Quedlinburg uit 1862

### Luchtvaart
Vier kilometer ten zuidoosten van Quedlinburg bevindt zich in de gemeente Ballenstedt een landingsplaats, de Flugplatz Ballenstedt–Quedlinburg. Dit vliegveld is uitgerust met een grasbaan van 560 meter en een asfaltbaan van ca. 800 meter en kan gebruikt worden door vliegtuigen tot 5700 kg. Ongeveer 22 kilometer ten noordoosten van de stad is het vliegveld Magdeburg-Cochstedt te vinden dat in september 2006 heropend werd en een asfaltbaan van 2500 meter heeft.
De dichtstbijzijnde vliegvelden met lijnvluchten zijn Leipzig/Halle, 90 km naar het zuidoosten en Hannover (120 km noordwestelijk).

### Autoverkeer
Quedlinburg ligt bij het knooppunt van de Bundesstraßen  B6 en  B79 en de als snelweg aangelegde B6n, per 2019 opgewaardeerd naar A36.

### Spoorwegen
Het station van Quedlinburg ligt aan de zuidrand van de stad op ongeveer 850 meter van het stadscentrum aan de lijn Maagdenburg - Thale. Deze spoorlijn is in 1862 geopend. Het stationsgebouw stamt ook nog uit deze periode en is een beschermd monument. In 1885 kwam een lijn in zuidoostelijke richting naar Gernrode en Frose gereed. Tussen 1908 en 1969 bestond er bovendien een spoorverbinding met Blankenburg, dat twintig kilometer naar het westen ligt. De lijn richting Frose werd in 2004 eveneens gesloten. Sinds 2006 heeft Quedlinburg wel weer een verbinding met Gernrode. Toen werd de smalspoorlijn van de Selketalbahn doorgetrokken naar Quedlinburg.
Het vervoer op de lijn richting Thale en Maagdenburg wordt verzorgd door de private onderneming Veolia Verkehr Sachsen-Anhalt met uursdiensten in beide richtingen. Het vervoer op de Selketalbahn wordt eveneens verzorgd door een privaat spoorbedrijf, de Harzer Schmalspurbahnen, ook met een uursdienst. Aan deze lijn ligt ook het tweede station van Quedlinburg: Quedlinburg-Quarmbeck.

## Partnersteden
- Aulnoye-Aymeries, Frankrijk (1961)
- Celle, Duitsland (1991)
- Hamelen, Duitsland (1991)
- Hann. Münden, Duitsland (1991)
- Herford, Duitsland (1991)

## Geboren in Quedlinburg
- Friedrich Gottlieb Klopstock (1724-1803), een van de belangrijkste dichters uit de Verlichting
- Johann Christoph Friedrich GutsMuths (1759-1839), leraar en pedagoog
- Carl Ritter (1779-1859), een van de grondleggers van de wetenschappelijke geografie in Duitsland
- Leander Haußmann (26 juni 1959), een toneel- en filmregisseur
- Dagmar Hase (22 december 1969), zwemster en olympisch kampioene (1992)
- Apparat (27 juni 1978), muzikant (elektronische muziek)

## Trivia
- In 2018 is het veelvuldig bekroonde familiespel "Quacks of Quedlinburg" uitgebracht. In de Nederlandstalige uitgave is dit echter als "Kwakzalvers van Kakelenburg" uitgebracht waardoor de link met de historische stad minder duidelijk is.